# Abamectin
Abamectin là một sử dụng rộng rãi thuốc trừ sâu và thuốc trị giun.

## Hoạt động
Abamectin là một loại thuốc diệt côn trùng cũng như thuốc diệt muỗi (miticide)  và một chất diệt khuẩn.

## Sử dụng
Abamectin cũng từng được sử dụng như là thuốc trị giun.  Kháng thuốc trị giun dựa trên abamectin, mặc dù là một vấn đề đang gia tăng, không phổ biến như các loại thuốc chống giun thú y khác. Muối emamectin benzoate cũng được sử dụng làm thuốc trừ sâu.

## Tên thương mại
Các tên thương mại bao gồm Abba, Abathor, Affirm, Agri-Mek, Avid, Dynamec, Epi-Mek, Genesis Horse Wormer, Reaper, Termictine 5%, Vertimec, CAM-MEK 1.8% EC (cam cho hóa chất nông nghiệp), Zephyr và Cure 1.8.